# فورد آلمان
فورد آلمان (انگلیسی: Ford Germany) شرکت خودروسازی آلمانی است، که زیرمجموعه‌ای از شرکت فورد اروپا می‌باشد که خود شرکت تابعه‌ای از فورد بشمار می‌آید. فورد آلمان هم‌اکنون مدل‌هایی چون: فورد فوکوس، فورد فیستا، فورد فلکس، فورد سی-مکس، فورد ترانسیت، فورد ترانسیت کانکت، فورد گالکسی، فورد اس-مکس، فورد سی-مکس، فورد کوگا، فورد کا، فورد اکواسپورت و فورد موندئو را تولید می‌کند.
شرکت فورد آلمان در سال ۱۹۲۵ توسط هنری فورد راه‌اندازی شد و در حال حاضر دارای ۲ کارخانه تولید خودرو در آلمان می‌باشد. دفتر مرکزی این شرکت در شهر کلن، نوردراین-وستفالن، آلمان قرار دارد.